# Reino de Vientián
El reino de Vientián fue un reino que se estableció en 1707 sobre la ciudad de Vientián y fue el sucesor del reino de Lan Xang, del cual se separaron dos reinos de este: Luang Prabang y Champasak.
El último rey de Lan Xang, Setthathirath II, se convirtió en su primer rey y decidió convertir el nuevo reino en un estado vasallo de Siam y Vietnam. Sin embargo, su último rey, Anouvong, quien fue una vez aliado de Siam, decidió declararle la guerra entre 1826 y 1828 con el fin de buscar la independencia del reino. Tras lograr varias victorias, estuvo a punto de vencer las fuerzas siamesas cerca de Bangkok, pero fue forzado a retirarse hacia Vientián y fue derrotado. El Rama III de Siam ordenó el saqueo de Vientián y anexó el territorio a Siam; Annouvong siguió luchando con la ayuda de Vietnam pero fue apresado y condenado a muerte en 1835.

## Reyes de Vientián
- Setthathirath II (1707 - 1730)
- Ong Long (1730 - 1767)
- Ong Bun (1767 - 1778) (Primer reinado)
- Phraya Supho (1778 - 1780) (Gobernador siamés)
- Ong Bun (1780 - noviembre de 1781) (Segundo reinado)
- Nanthasen (noviembre de 1781 - enero de 1795)
- Intharavong Setthathirath III (febrero de 1795 - 7 de febrero de 1805) (coronado el 23 de julio de 1795)
- Anouvong (7 de febrero de 1805 - 12 de noviembre de 1828)